# Pebenaan
Pebenaan is een bestuurslaag in het regentschap Indragiri Hilir van de provincie Riau, Indonesië. Pebenaan telt 5395 inwoners (volkstelling 2010).